# Fly All Ways
A Fly All Ways é uma empresa aérea do Suriname, com sede em Paramaribo. Iniciou sua operação no dia 10 de janeiro de 2016. Voa e tem previsão de voar para várias cidades da América do Sul e Caribe.

## Frota
A frota da Fly All Ways consiste nas seguintes aeronaves:
| Modelo    | Quantidade |
| --------- | ---------- |
| Fokker 70 | 2          |
| Total     | 2          |